# Thornton (Colorado)
Thornton és una població dels Estats Units a l'estat de Colorado. Segons el cens del 2009 tenia 117.003 habitants.

## Demografia
Segons el cens del 2000, Thornton tenia 82.384 habitants, 28.882 habitatges, i 21.517 famílies. La densitat de població era de 1.184,2 habitants per km².
Dels 28.882 habitatges en un 42,3% hi vivien nens de menys de 18 anys, en un 57,8% hi vivien parelles casades, en un 11,5% dones solteres, i en un 25,5% no eren unitats familiars. En el 18,7% dels habitatges hi vivien persones soles el 3,8% de les quals corresponia a persones de 65 anys o més que vivien soles. El nombre mitjà de persones vivint en cada habitatge era de 2,83 i el nombre mitjà de persones que vivien en cada família era de 3,25.
Per edats la població es repartia de la següent manera: un 30% tenia menys de 18 anys, un 9,6% entre 18 i 24, un 36% entre 25 i 44, un 18,8% de 45 a 60 i un 5,6% 65 anys o més.
L'edat mediana era de 31 anys. Per cada 100 dones de 18 o més anys hi havia 97,2 homes.
La renda mediana per habitatge era de 54.445 $ i la renda mediana per família de 58.742 $. Els homes tenien una renda mediana de 40.098 $ mentre que les dones 29.982 $. La renda per capita de la població era de 21.471 $. Entorn del 4% de les famílies i el 5,2% de la població estaven per davall del llindar de pobresa.

## Poblacions més properes
El següent diagrama mostra les poblacions més properes.